# Quercus vaseyana
Quercus vaseyana és una espècie de roure que pertany a la secció dels roures blancs i creix a l'oest de Texas (Altiplà d'Edwards) i al nord-est de Mèxic, entre els 300-600 m d'altura i en sòls secs i calcaris.

## Descripció
Aquest tipus de roure és un petit arbre o arbust que pot arribar als 4-6 m d'alçada, però sovint creix als 0,3-1,5 m d'alçada, espessa. L'escorça es pela, amb branques primes que esdevenen grises, llises, els brots són molt menuts 1-1,5 mm de llarg, arrodonides. Les seves fulles fan 3-6 x 1,5-2,5 cm, semiperennes, oblongues, agudes en ambdós extrems, ondulades, lobulades, amb lòbuls de les vores dentades, de color verd fosc brillant per sobre i densament tomentoses per sota. Els fruits són unes glans que fan 2-2,5 cm de llarg, 1,5 cm de diàmetre, brillant, marró pàl·lid, sense pecíol i tancades 1/4 o 1/5 per una tassa fortament berrugosa, i maduren al cap d'1 any.

## Taxonomia
Quercus vaseyana va ser descrita per Samuel Botsford Buckley i publicat a Bulletin of the Torrey Botanical Club 10(8): 91. 1883.
Etimologia
Quercus: nom genèric del llatí que designava igualment al roure i a l'alzina.
vaseyana: epítet atorgat en honor del botànic estatunidenc George Vasey.
Sinonímia
- Quercus pungens var. vaseyana (Buckley) C.H.Mull.
- Quercus pungens subsp. vaseyana (Buckley) A.E.Murray
- Quercus sillae Trel.
- Quercus undulata var. vaseyana (Buckley) Rydb.[2][3]